# Horst Mittelstaedt
Horst Mittelstaedt (28 avril 1923 à Neumünster - 18 février 2016 à Munich) est un biologiste allemand dont les travaux concernent la cybernétique. Il a décrit en 1950, avec Erich von Holst, le principe de réafférence.

## Parcours professionnel et travaux
Horst Mittelstaedt a travaillé  à l'institut Max-Planck de physiologie comportementale à Seewiesen jusqu'à sa dissolution en 1999. De 1960 à 1991, il a occupé des fonctions administratives à la tête d'un ministère. Durant cette période, et jusqu'à sa retraite, le 30 septembre 2004, Mittelstaedt fut professeur honoraire au département des télécommunications de l'université technique de Munich. 
Ses travaux portent sur les principes et les mécanismes de traitement des messages dans l'organisme et l'analyse cybernétique du comportement. Il a travaillé, en particulier, sur les capacités d'orientation des animaux et sur la régulation de l'équilibre chez les animaux et les humains.